# A Nymphoid Barbarian in Dinosaur Hell
Pour plus de détails, voir Fiche technique et Distribution.
A Nymphoid Barbarian in Dinosaur Hell est un film américain réalisé par Brett Piper, sorti en 1991.

## Synopsis
Après une guerre nucléaire, l'homme a quasiment été rayé de la surface de la terre. Les radiations ont transformés bon nombre d'entre eux en horribles mutants, tandis que les animaux qui peuplaient alors la planète sont devenus d'énormes monstres ressemblant à des dinosaures. Léa, dernière femme sur Terre, va tout faire pour survivre dans ce monde hostile.

## Fiche technique
- Titre : A Nymphoid Barbarian in Dinosaur Hell
- Réalisation : Brett Piper
- Scénario : Brett Piper
- Société de production : Troma Entertainment
- Pays de production : États-Unis
- Format : Couleurs
- Genre : post-apocalyptique, science-fiction
- Durée : 82 minutes
- Date de sortie : 1991

## Distribution
- Linda Corwin : Lea
- Alex Pirnie : Clon
- Paul Guzzi : Marn
- Mark Deshaies
- Al Hodder